# Green Gas DPB
Green Gas DPB, a.s. se sídlem v Paskově je společnost, která se zabývá zejména těžbou důlního plynu z černouhelných dolů v Ostravsko-karvinském revíru.

## Historie
Společnost byla založena pod názvem Důlní průzkum a bezpečnost Paskov, akciová společnost ( zkr.: DPB, a.s. ) k 1. červenci 1991 a zakladatelem byly Ostravsko-karvinské doly. V roce 1996 pak byl změněn název firmy na OKD, DPB PASKOV, akciová společnost, v roce 2002 pak na OKD, DPB, a.s. 100% vlastníkem byly od počátku Ostravsko-karvinské doly (OKD). Poté, co v roce 2004 OKD ovládla společnost RPG Industries, stala se v roce 2006 vlastníkem DPB firma RPG Gas, jejímiž vlastníky byly v průběhu roku 2006 postupně Karbon Invest (současně vlastník OKD) a RPG Industries se sídlem na Kypru, posléze nizozemské společnosti New World Resources a Green Gas International. K 31. říjnu 2006 firma RPG Gas zanikla sloučením s OKD, DPB. Od roku 2007 je vlastníkem společnosti Green Gas International B.V. se sídlem v Amsterdamu, od 14. února 2008 pak firma nese název Green Gas DPB. V nizozemském vlastníkovi má majoritu 82 % CERCL Holding, ovládaný investiční společností BXR a Zdeňkem Bakalou. V souvislosti s odchodem Bakaly z BXR bylo v roce 2014 oznámeno, že Green Gas International je na prodej. V roce 2017 odkoupili manažeři Green Gas DPB Laurent Barrieux a Martin Vojta prostřednictvím firmy společnosti ML Green Netherlands.
Nový název Green Gas DPB, a.s. byl změněn nadnárodní společností Green Gas International B.V., kde byla firma součástí koncernového uspořádání.

## Činnost
- Plynárenská činnost – zabývá se průzkumem, těžbou, distribucí a prodejem důlního plynu, zajišťování dodávek plynného dusíku pro doly.
- Energetika – kombinovaná výroba elektrické energie a tepla z důlního plynu v kogeneračních jednotkách s pístovými plynovými motory.
- Vrtné práce – provádění povrchových i důlních vrtů.
- Specializované inženýrské služby a geologie – služby se zaměřením na hydrogeologické, inženýrsko-geologické, ekologické a sanační práce.
- Geologické laboratoře – analytické služby v oblasti rozborů plynů.
- Speciální sanační práce – plynová prevence a ekologie
- Dílenské činnosti a vrtné stroje – dílenská činnost a servis a zakázková výroba důlních vrtných strojů pro geologicko-průzkumné a degazační vrty, odvodňovací vrty, odlehčovací vrty pro protiprůtržovou prevenci, vrty pro vysokotlakou injektáž, vrty pro trhací práce v uhlí.
- Tepelná čerpadla – dodání tepelného čerpadla s vrtem a realizaci celého otopného systému
- Seismologický informační systém[7]